# Liphook
Die Gemeinde Liphook liegt im Osten von Hampshire in England etwa auf halbem Weg von London im Nordosten nach Portsmouth im Südwesten an der Portsmouth Direct Line.
Zu Liphook gehören auch die Ortsteile Bramshott, Conford und Passfield. Am Ostrand des Ortes entspringt der südliche Quellfluss des Themse-Zuflusses Wey.
Im Ort, der Anfang des 20. Jahrhunderts Sitz des Autoherstellers Beacon Motors war, befindet sich heute neben dem Eisenbahnmuseum Hollycombe Working Steam Museum mit der Hunslet Mills Class Jerry M auch die Sporting Chance Clinic, eine von Fußballtrainer und Exnationalspieler Tony Adams gegründete Suchtklinik.

## Persönlichkeiten
- Terence Conran (1931–2020), Designer
- John Frost (1912–1993), Generalmajor
- George Gossip (1841–1907), Schachspieler
- Flora Thompson (1876–1947), Dichterin
- Beatrice Webb (1858–1943), Sozialistin
- Sidney Webb, 1. Baron Passfield (1859–1947), Politiker
- Pete Wingfield (* 1948), Musiker
- Ken Wood (1916–1997), Industrieller